# 報知電影獎
報知電影奖（日语：報知映画賞），日本報知新聞社主辦的電影獎。1976年設立至今，對象是前年度12月1日到該年11月30日期間在日本電影院上映一週以上的電影，獲獎作品及對象與日刊體育電影大獎相似，多為商業主流電影，但報知電影獎標榜為「觀眾參加型」獎項。獲獎者名單於毎年11月公布，頒獎儀式於12月在東京王子飯店舉行。
從2007年開始，開放讀者參與投票。第一階段開放讀者投票後，再基於此名單加上報知電影奖事務局和一名選拔委員提出之人選，選出個人部門的最佳十人、作品部門最佳二十位的入圍名單，此為第一階段。第二輪選拔委員，再從入圍名單中選出最佳作品、最佳演員、最佳導演等各獎項。第十屆起，增設導演獎。

## 第二輪投票評審
- 荒木久文（影評人）
- 見城徹（幻冬舎社長）
- 藤田晋（サイバーエージェント董事）
- 松本志のぶ（播報員）
- 山田恵美（讀賣新聞文化部）
- YOU（女藝人）
- LiLiCo（主持人）
- 渡邊祥子（影評人）

## 歷年獲獎名單

### 1970年代（第1回至第4回）
- 第1回（1976年）

作品賞：《犬神家一族》（市川崑）
國外作品賞：《計程車司機》（馬丁·史柯西斯）
主演男優賞：藤龍也（《感官世界》）
主演女優賞：秋吉久美子（《挽歌》、《さらば夏の光よ》、《あにいもうと》等）
助演男優賞：大瀧秀治（《あにいもうと》、《追捕 》、《不毛地帶》 ）
助演女優賞：太地喜和子（《男人真命苦17 再見夕陽》）
新人賞：原田美枝子（《青春の殺人者》、《大地の子守歌》、《凍河》）
- 第2回（1977年）

作品賞：《幸福的黃手絹》（山田洋次）
國外作品賞：《Slap Shot》（喬治·羅伊·希爾）
主演男優賞：高倉健（《八甲田山 》《幸福的黃手絹》）
主演女優賞：岩下志麻（《はなれ瞽女おりん》）
助演男優賞：加藤武（《悪魔の手毬唄》、《獄門島》）
助演女優賞：いしだあゆみ（《青春の門》）
新人賞：武田鐵矢（《幸福的黃手絹》）
特別賞：鄉廣美（《突然、嵐のように》等）
- 第3回（1978年）

作品賞：《サード》（東陽一）
國外作品賞：《星際大戰四部曲：曙光乍現（喬治·盧卡斯）
主演男優賞：緒形拳（《鬼畜》）
主演女優賞：梶芽衣子（《曾根崎情死》）
助演男優賞：渡瀨恒彥（《事件》、《皇帝のいない八月》、《赤穂城断絶》）
助演女優賞：大竹忍（《事件》、《聖職の碑》）
新人賞：永島敏行（《サード》、《帰らざる日々》、《事件》）
- 第4回（1979年）

作品賞：《太陽を盗んだ男》（長谷川和彦）
國外作品賞：《越戰獵鹿人》（麥可·西米諾）
主演男優賞：澤田研二（《太陽を盗んだ男》）
主演女優賞：宮下順子（《赫い髪の女》、《濡れた週末》）
助演男優賞：三國連太郎（《復讐するは我にあり》）
助演女優賞：小川真由美（《復讐するは我にあり》、《配達されない三通の手紙》）
新人賞：小林薰（《十八歳、海へ》）
特別賞：《Keiko》

### 1980年代（第5回至第14回）
- 第5回（1980年）

作品賞：《影武者》（黑澤明）
國外作品賞：《克拉瑪對克拉瑪》（羅伯特·本頓）
主演男優賞：古尾谷雅人（《ヒポクラテスたち》）
主演女優賞：倍賞千惠子（《遙かなる山の呼び声》、《男人真命苦系列》）
助演男優賞：山崎努（《影武者》）
助演女優賞：阿木燿子（《四季·奈津子》）
新人賞：荻野目慶子（《海潮音》）、山田辰夫（《狂い咲きサンダーロード》、《鉄騎兵、跳んだ》）
特別賞：《ツィゴイネルワイゼン》
- 第6回（1981年）

作品賞：《遠雷》（根岸吉太郎）
國外作品賞：《鐵皮鼓》（沃克·施隆多夫）
主演男優賞：永島敏行（《遠雷》）
主演女優賞：松坂慶子（《青春の門》、《男人真命苦27 浪花之戀》）
助演男優賞：中村嘉葎雄（《陽炎座》、《ブリキの勲章》、《仕事人梅安》）
助演女優賞：田中裕子（《北齋漫畫》）
新人賞：小栗康平（《泥の河》）、石田惠里（《遠雷》）
- 第7回（1982年）

作品賞：《蒲田行進曲》（深作欣二）
國外作品賞：《...All the Marbles》（罗伯特·奥尔德里奇）
主演男優賞：平田滿（《蒲田行進曲》）
主演女優賞：桃井薰（《疑惑》）
助演男優賞：柄本明（《男人真命苦29 紫陽花之戀》、《道頓堀川》）
助演女優賞：山口美也子（《さらば愛しき大地》）
新人賞：小林聰美（《轉校生》）
特別賞：《シネマスクエアとうきゅう》
- 第8回（1983年）

作品賞：《家族遊戲》（森田芳光）
國外作品賞：《閃舞》（安德·瑞恩林）
主演男優賞：松田優作（《家族遊戲》、《探偵物語》）
主演女優賞：夏目雅子（《魚影の群れ》、《時代屋の女房》等）
助演男優賞：伊丹十三（《家族遊戲》、《細雪》、《居酒屋兆治》、《迷走地図》、《草迷宮》）
助演女優賞：倍賞美津子（《陽暉楼》等）、永島暎子（《竜二》）
新人賞：原田知世（《時をかける少女》）
- 第9回（1984年）

作品賞：《お葬式》（伊丹十三）
國外作品賞：《天生好手》（巴瑞·李文森）
主演男優賞：時任三郎（《海燕ジョーの奇跡》）
主演女優賞：吉永小百合（《おはん》、《天国の駅》）
助演男優賞：高品格（《麻雀放浪記》）
助演女優賞：菅井金（《お葬式》）
新人賞：和田誠（《麻雀放浪記》）
特別賞：宮本信子（《お葬式》）
- 第10回（1985年）

導演賞：森田芳光（《從此以後》）
作品賞：《從此以後》（森田芳光）
國外作品賞：《證人》（彼得·威爾）
主演男優賞：北大路欣也（《火まつり》、《春の鐘》）
主演女優賞：倍賞美津子（《恋文》、《生きてるうちが花なのよ 死んだらそれまでよ党宣言》）
助演男優賞：三浦友和（《台風クラブ》）
助演女優賞：三田佳子（《春の鐘》、《W的悲劇》）
新人賞：門田賴命（《愛しき日々よ》）
特別賞：千秋實（《花いちもんめ》）
- 第11回（1986年）

導演賞：根岸吉太郎（《ウホッホ探険隊》）
作品賞：《コミック雑誌なんかいらない!》（瀧田洋二郎）
國外作品賞：《開羅紫玫瑰》（伍迪·艾倫）
主演男優賞：內田裕也（《コミック雑誌なんかいらない!》）
主演女優賞：いしだあゆみ（《火宅の人》、《時計/アデュー・リベール》）
助演男優賞：すまけい（《キネマの天地》）
助演女優賞：原田美枝子（《火宅の人》）
新人賞：齊藤由貴（《雪の断章－情熱》）
- 第12回（1987年）

導演賞：原一男（《ゆきゆきて》、《神軍》）
作品賞：《マルサの女》（伊丹十三）
國外作品賞：《早安，巴比倫》（塔維亞尼兄弟）
主演男優賞：陣內孝則（《ちょうちん》）
主演女優賞：大竹忍（《永遠の1/2》）
助演男優賞：津川雅彥（《マルサの女》）
助演女優賞：櫻田淳子（《イタズ－熊－》）
新人賞：高嶋政宏（《トットチャンネル》、《BU・SU》）
- 第13回（1988年）

導演賞：宮崎駿（《龍貓》）
作品賞：《TOMORROW 明日》（黑木和雄）
國外作品賞：《末代皇帝》（貝納多·貝托魯奇）
主演男優賞：真田廣之（《快盗ルビイ》）
主演女優賞：安田成美（《バカヤロー! 私、怒ってます》）
助演男優賞：片岡鶴太郎（《異人たちとの夏》）
助演女優賞：石田惠里（《華の乱》、《ダウンタウン・ヒーローズ》、《嵐が丘》）
新人賞：西川弘志（《郷愁》）
- 第14回（1989年）

導演賞：舛田利雄（《社葬》）
作品賞：《ウンタマギルー》（高嶺剛）
國外作品賞：《終極警探》（John McTiernan）
主演男優賞：三國連太郎（《利休》、《釣りバカ日誌》）
主演女優賞：田中好子（《黒い雨）
助演男優賞：原田芳雄（《どついたるねん》）
助演女優賞：吉田日出子（《社葬》）
新人賞：赤井英和（《どついたるねん》）
特別賞：松田優作（《黑雨》）

### 1990年代（第15回至第24回）
- 第15回（1990年）

導演賞：市川準（《つぐみ》）
作品賞：《櫻園》（中原俊）
國外作品賞：《夢幻成真》
主演男優賞：菅原文太（《鉄拳》）
主演女優賞：松坂慶子（《死の棘》）
助演男優賞：石橋蓮司（《浪人街》）
助演女優賞：樋口可南子（《浪人街》）
新人賞：牧瀬里穗（《東京上空いらっしゃいませ》、《つぐみ》）、松岡錠司（《バタアシ金魚》）
- 第16回（1991年）

導演賞：北野武（《那年夏天，寧靜的海》）
作品賞：《息子》（山田洋次）
國外作品賞：《沉默的羔羊》（強納森·德米）
主演男優賞：永瀨正敏（《息子》、《アイ・ラブ・ニッポン》、《喪の仕事》）
主演女優賞：工藤夕貴（《戦争と青春》）
助演男優賞：神戸浩（《無能の人》）
助演女優賞：風吹純（《無能の人》）
新人賞：石田光（《ふたり》、《あいつ》、《咬みつきたい》）、竹中直人（無能の人）
- 第17回（1992年）

導演賞：東陽一（《橋のない川》）
作品賞：《シコふんじゃった。》（周防正行）
國外作品賞：《紅粉聯盟》）
主演男優賞：本木雅弘（《シコふんじゃった。》）
主演女優賞：清水美砂（《おこげ》、《シコふんじゃった。》、《未来の想い出 Last Christmas》）
助演男優賞：村田雄浩（《おこげ》、《ミンボーの女》）
助演女優賞：藤谷美和子（《女殺油地獄》、《寝とられ宗介》）
新人賞：墨田ユキ（《ぼく東綺譚》）、大森嘉之（《青春デンデケデケデケ》、《ぼく東綺譚》）
- 第18回（1993年）

導演賞：崔洋一（《月はどっちに出ている》）
作品賞：《月はどっちに出ている》（崔洋一）
國外作品賞：《殺無赦》（克林·伊斯威特）
主演男優賞：田中健（望郷》）
主演女優賞：露比·莫雷諾（《月はどっちに出ている》）
助演男優賞：岸部一德（《僕らはみんな生きている》、《水の旅人 侍KIDS》、《病院で死ぬということ》、《教祖誕生》）
助演女優賞：櫻田淳子（《搬家》）
新人賞：田畑智子（《搬家》）
- 第19回（1994年）

導演賞：神代辰巳（《棒の悲しみ》）
作品賞：《全身小説家》（原一男）
國外作品賞：《辛德勒的名單》（史蒂芬·史匹柏）
主演男優賞：萩原健一（《居酒屋ゆうれい》）
主演女優賞：高岡早紀（《忠臣蔵外伝 四谷怪談）
助演男優賞：中井貴一（《忠臣蔵 四十七人の刺客》）
助演女優賞：室井滋（《居酒屋ゆうれい》）
新人賞：山口智子（《居酒屋ゆうれい》）
- 第20回（1995年）

導演賞：岩井俊二（《情書》）
作品賞：《午後の遺言状》（新藤兼人）
國外作品賞：《刺激1995》（法蘭克·戴倫邦特）
主演男優賞：真田廣之（《緊急呼出し エマージェンシー・コール》、《寫樂》、《EAST MEETS WEST》）
主演女優賞：中山美穗（情書）
助演男優賞：豐川悦司（《情書》、《NO WAY BACK/逃走遊戯》、《廁所裡的花子》）
助演女優賞：梶芽衣子（《鬼平犯科帳》）
新人賞：一色紗英（《藏》）
- 第21回（1996年）

導演賞：森田芳光（《ハル》）
作品賞：《Shall We Dance?》（周防正行）
國外作品賞：《火線追緝令》（大衛·芬奇）
主演男優賞：役所廣司（《Shall We Dance?》、《眠る男》、《シャブ極道》）
主演女優賞：原田美枝子（絵の中のぼくの村）
助演男優賞：渡哲也（わが心の銀河鉄道 宮沢賢治物語）
助演女優賞：渡辺えり子（《Shall We Dance?》）
新人賞：安藤政信（《壞孩子的天空》）
特別賞：渥美清
- 第22回（1997年）

導演賞：原田眞人（《バウンス ko GALS》）
作品賞：《ラヂオの時間》（三谷幸喜）
國外作品賞：《征服情海》（卡梅倫·克羅）
主演男優賞：役所廣司（《鰻魚》、《失樂園》、《バウンス ko GALS》）
主演女優賞：黒木瞳（失樂園）
助演男優賞：西村雅彥（《マルタイの女》《ラヂオの時間》）
助演女優賞：倍賞美津子（《東京夜曲》、《鰻魚》）
新人賞：松隆子（《東京日和》）
特別賞：《魔法公主》
- 第23回（1998年）

導演賞：北野武（《花火》）
作品賞：《花火》（北野武）
國外作品賞：《鐵達尼號》（詹姆斯·卡麥隆）
主演男優賞：柄本明（カンゾー先生）
主演女優賞：原田美枝子（愛を乞うひと）
助演男優賞：大杉漣（《花火》、《犬、走る DOG RACE》）
助演女優賞：麻生久美子（カンゾー先生）
新人賞：田中麗奈（《がんばっていきまっしょい》）
- 第24回（1999年）

作品賞：《金融腐蝕列島 呪縛》（原田眞人）
國外作品賞：《莎翁情史》（約翰·麥登）
主演男優賞：三浦友和（《M/OTHER》、《あ、春》）
主演女優賞：風吹純（《コキーユ 貝殻》、《金融腐蝕列島 呪縛》）
助演男優賞：椎名桔平（《金融腐蝕列島 呪縛》、《なで肩の狐》）
助演女優賞：富司純子（《あ、春》、《おもちゃ》、《ドリームメーカー》）
新人賞：池脇千鶴（《大阪物語》）、塩田明彥（《月光の囁き》、《どこまでもいこう》）

### 2000年代（第25回至第34回）
- 第25回（2000年）

導演賞：中江裕司（《ナビィの恋》）
作品賞：《顔》（阪本順治）
國外作品賞：《太空牛仔》（克林·伊斯威特）
主演男優賞：織田裕二（《暴風雪》）
主演女優賞：藤山直美（顔）
助演男優賞：淺野忠信（《御法度》、《五条霊戦記 GOJOE》）
助演女優賞：西田尚美（《ナビィの恋》）
新人賞：松田まどか（《NAGISA》）
- 第26回（2001年）

導演賞：宮崎駿（《神隠少女》）
作品賞：《GO》（行定勳）
國外作品賞：《銀河追緝令》（迪恩·派瑞薩特）
主演男優賞：窪塚洋介（《GO》）
主演女優賞：小泉今日子（《風花》）
助演男優賞：山崎努（《GO》、《天国から来た男たち》、《女学生の友》）
助演女優賞：柴崎幸（《GO》、《大逃殺》、《案山子 KAKASHI》）
新人賞：東風萬智子（《ココニイルコト》）
- 第27回（2002年）

導演賞：山田洋次（《黃昏的清兵衛》）
作品賞：《黃昏的清兵衛》（山田洋次）
國外作品賞：《怪獸電力公司》（彼特·達克特）
主演男優賞：田邊誠一（《ハッシュ!》、《害蟲》）
主演女優賞：宮澤理惠（《黃昏的清兵衛》）
助演男優賞：石橋凌（《AIKI》、《DOGSTAR》）
助演女優賞：菅野美穗（《化粧師 KEWAISHI》、《淨琉璃》）
新人賞：長嶋一茂（《ミスター・ルーキー》）
- 第28回（2003年）

導演賞：恩地日出夫（《蕨野行》）
作品賞：《刑務所の中》（崔洋一）
國外作品賞：《我的野蠻女友》（郭在容）
主演男優賞：西田敏行（《ゲロッパ!》、《釣りバカ日誌14 お遍路大パニック!》）
主演女優賞：寺島忍（《赤目四十八瀧心中未遂》）
助演男優賞：宮迫博之（《13階段》、《蛇イチゴ》）
助演女優賞：深津繪里（《阿修羅のごとく》、《大搜查線之封鎖彩虹橋》）
新人賞：石原里美（《わたしのグランパ》）
- 第29回（2004年）

導演賞：崔洋一（《血與骨》）
作品賞：《無人知曉的夏日清晨》（是枝裕和）
國外作品賞：《奔騰年代》（蓋瑞·羅斯）
主演男優賞：妻夫木聰（《猶瑟與虎魚們》、《日出前向青春告別》、《69 sixty nine》）
主演女優賞：松隆子（隱劍鬼爪）
助演男優賞：原田芳雄（《美しい夏キリシマ》、《父と暮せば》、《ニワトリはハダシだ》）
助演女優賞：長澤雅美（《在世界的中心呼喊愛情》、《深呼吸の必要》）
新人賞：土屋安娜（《下妻物語》、《茶の味》）
- 第30回（2005年）

導演賞：内田けんじ（《運命じゃない人》）
作品賞：《永遠的三丁目的夕陽》（山崎貴）
國外作品賞：《最後一擊》（朗·霍華）
主演男優賞：市川染五郎（《阿修羅城の瞳》、《蝉しぐれ》）
主演女優賞：田中裕子（《火火》、《いつか読書する日》）
助演男優賞：堤真一（《FLY, DADDY, FLY》、《永遠的三丁目的夕陽》）
助演女優賞：藥師丸博子（《永遠的三丁目的夕陽》）
新人賞：澤尻英龍華（《パッチギ!》）
- 第31回（2006年）

導演賞：根岸吉太郎（《雪に願うこと》）
作品賞：《扶桑花女孩》（李相日）
國外作品賞：《硫磺島的英雄們》（克林·伊斯威特）
主演男優賞：渡邊謙（《明日的記憶》）
主演女優賞：中谷美紀（《令人討厭的松子的一生》等）
助演男優賞：香川照之（《吊橋上的秘密》等）
助演女優賞：蒼井優（《扶桑花女孩》、《蜂蜜幸運草》等）
新人賞：松山研一（《死亡筆記本》、《男人們的大和》）
特別賞：《跳躍吧！時空少女》
- 第32回（2007年）

導演賞：山下敦弘（《天然子結構》、《松根亂射事件》）
作品賞：《即使這樣也不是我做的》（周防正行）
國外作品賞：《牧場之家好做伴》（勞勃·阿特曼）
主演男優賞：加瀨亮（《即使這樣也不是我做的》）
主演女優賞：麻生久美子（《夕嵐之街櫻之國》）
助演男優賞：伊東四朗（《喋喋不休》、《舞妓哈哈哈》）
助演女優賞：永作博美（《苦妹．喪姐．連環圖》）
新人賞：夏帆（《天然子結構》）
- 第33回（2008年）

導演賞：橋口亮輔（《幸福的彼端》）
作品賞：《送行者：禮儀師的樂章》（瀧田洋二郎）
國外作品賞：《黑暗騎士》（克里斯多福·諾蘭）
主演男優賞：堤真一（《超越巔峰》、《嫌疑犯X的獻身》）
主演女優賞：小泉今日子（《咕咕貓》、《東京奏鳴曲》）
助演男優賞：堺雅人（《アフタースクール》、《超越巔峰》、《ジャージの二人》）
助演女優賞：樹木希林（《橫山家之味》）
新人賞：長渕文音（《三本木農業高校、馬術部》）
- 第34回（2009年）

導演賞：西川美和（《ディア・ドクター》）
作品賞：《不沉的太陽》（若松節朗）
國外作品賞：《經典老爺車》（克林·伊斯威特）
主演男優賞：渡邊謙（《不沉的太陽》）
主演女優賞：松隆子（《K20：怪人二十面相》、《櫻之桃與蒲公英》）
助演男優賞：瑛太（《生命最後一個月的花嫁》、《ガマの油》、《ディア・ドクター》、《男兒有淚不輕彈》）
助演女優賞：八千草薫（《ガマの油》、《ディア・ドクター》、《引き出しの中のラブレター》）
新人賞：岡田將生（《在愛之中》、《夏威夷男孩》、《重力小丑》、《我的初戀情人》）、滿島光（《Pride 邁向榮耀之路》、《愛的曝光》、《クヒオ大佐》）
特別賞：《麥可傑克森 未來的未來 演唱會電影》

### 2010年代（第35回至第44回）
- 第35回（2010年）

導演賞：中島哲也（《告白》）
作品賞：《惡人》（李相日）
外國作品賞：《阿凡達》（詹姆斯·卡麥隆）
主演男優賞：豐川悦司（《今度は愛妻家》、《必死剣鳥刺し》）
主演女優賞：深津繪里（《惡人》）
助演男優賞：柄本明（《惡人》）
助演女優賞：友坂理惠（《ちょんまげぷりん）
新人賞：櫻庭奈奈美（《書法女孩 舞動甲子園》）、三浦貴大（《RAILWAYS 在49歲成為電車司機男子的故事》）
- 第36回（2011年）

導演賞：園子溫（《冰冷熱帶魚》）
作品賞：《第八日的蟬》（成島出）
國外作品賞：《魔球》（班奈特·米勒）
主演男優賞：堺雅人（《武士の家計簿》、《日輪の遺産》、《阿娜答得了憂鬱症》）
主演女優賞：永作博美（《酔いがさめたら、うちに帰ろう。》、《八日目の蝉》）
助演男優賞：緒方義博（《冷たい熱帯魚》）
助演女優賞：宮本信子（《阪急電車 單程15分鐘的奇蹟》）
新人賞：砂田麻美（《エンディング・ノート》）
特別賞：新藤兼人（《一枚のハガキ》）
- 第37回（2012年）

導演賞：吉田大八（《聽說桐島退社了》）
作品賞：《鍵泥棒のメソッド》（内田けんじ）
國外作品賞：《亞果出任務》（班·艾佛列克）
主演男優賞：高倉健（《只為了你》）
主演女優賞：吉永小百合（《往復書簡：二十年後的作業》）
助演男優賞：森山未來（《永遠的三丁目的夕陽 64年》、《往復書簡：二十年後的作業》）
助演女優賞：安藤櫻（《愛與誠》、《那夜的武士》）
新人賞：滿島真之介（《11·25自決之日》）、能年玲奈（《烏鴉的拇指》）
- 第38回（2013年）

導演賞：白石和彌（《凶惡》）
作品賞：《宅男的戀愛字典》（石井裕也）
國外作品賞：《傳奇42號》（Brian Helgeland）
主演男優賞：松田龍平（《宅男的戀愛字典》）
主演女優賞：真木陽子（《再見溪谷》）
助演男優賞：皮耶瀧（《凶惡》、《くじけないで》）
助演女優賞：池脇千鶴（《宅男的戀愛字典》、《凶惡》、《潔く柔く》）
新人賞：吉岡龍輝（《少年H》）
- 第39回（2014年）[2]

導演賞：小泉堯史（《蜩之記》）
作品賞：《0.5mm》（安藤桃子）
國外作品賞：《Jersey Boys》（克林·伊斯威特）
主演男優賞：岡田准一（《永遠的0》）
主演女優賞：宮澤理惠（《紙之月》）
助演男優賞：津川雅彥（《0.5mm》）
助演女優賞：大島優子（《紙之月》）
新人賞：小松菜奈（《渴望。》）、登坂廣臣（《Hot Road》）、西田征史（《小野寺的弟弟·小野寺的姐姐》）
特別賞：《冰雪奇緣》、高倉健
- 第40回（2015年）

導演賞：堤幸彥（《天空之蜂》、《愛的成人式》）
作品賞：《所羅門的偽證》（成島出）
國外作品賞：《無人出席的告別式》（烏貝托·帕索里尼）
主演男優賞：佐藤浩市（《起終點站》、《積愛之人》）
主演女優賞：樹木希林（《戀戀銅鑼燒》）
助演男優賞：本木雅弘（《日本最長的一日》、《天空之蜂》）
助演女優賞：吉田羊（《墊底辣妹》、《積愛之人》、《HERO 2》、《戀愛中毒大作戰》）
新人賞：廣瀨鈴（《海街日記》）、藤野涼子（《所羅門的偽證》前篇、後篇）
特別賞：桃色幸運草Z（《帷幕升起》）、本廣克行（《帷幕升起》）
- 第41回（2016年）

導演賞：李相日（《怒》）
作品賞：《滾燙的愛》（中野量太）
國外作品賞：《金牌拳手》（瑞恩·庫格勒）
主演男優賞：三浦友和（《葛城事件》）
主演女優賞：宮澤理惠（《滾燙的愛》）
助演男優賞：綾野剛（《被遺忘的新娘》、《64：史上最凶惡綁架撕票事件前篇》、《怒》）
助演女優賞：杉咲花（《滾燙的愛》）
新人賞：岩田剛典（《植物圖鑑》）、中野量太（《滾燙的愛》）
特別賞：《你的名字。》（新海誠）
- 第42回（2017年）

導演賞：三島有紀子（《親愛的外人》）
作品賞：《啊ゝ、荒野》（岸善幸）
國外作品賞：《美女與野獸》（比爾·坎登）
主演男優賞：菅田將暉（《唱吧！奇蹟！》、《帝一之國》、《啊ゝ、荒野》、《火花》）
主演女優賞：蒼井優（《她不知道那些鳥的名字》）
助演男優賞：役所廣司（《關原之戰》、《第三度殺人》）
助演女優賞：田中麗奈（《親愛的外人》）
新人賞：北村匠海（《我想吃掉你的胰臟》）、濱邊美波（《我想吃掉你的胰臟》）
特別賞：《Ryuichi Sakamoto: CODA》（Stephen Nomura Schible）、《極惡非道》三部曲（北野武）
- 第43回（2018年）

導演賞：大森立嗣（《日日是好日》）
作品賞：《孤狼之血》
國外作品賞：《奇蹟男孩》
主演男優賞：役所廣司（《孤狼之血》）
主演女優賞：篠原涼子（《SUNNY我們的青春》、《人魚沉睡的家》）
助演男優賞：二宮和也（《檢方的罪人》）
助演女優賞：樹木希林（《仙人畫家：熊谷守一》、《日日是好日》、《小偷家族》）
新人賞：蒔田彩珠、南沙良（《志乃同學說不出自己的名字》）
特別賞：《一屍到底》
- 第44回（2019年）

導演賞：佐藤信介（《王者天下》）
作品賞：《蜜蜂與遠雷》（石川慶）
國外作品賞：《小丑》（陶德·菲利普斯）
動畫作品賞：《天氣之子》（新海誠）
主演男優賞：中井貴一（《失憶的總理大臣》）
主演女優賞：長澤雅美（《假面飯店》、《信用詐欺師JP》）
助演男優賞：成田凌（《チワワちゃん》、《愛がなんだ》、《さよならくちびる》）
助演女優賞：小松菜奈（《仙来る》、《閉鎖病棟―それぞれの朝―》）
新人賞：鈴鹿央士 （《蜜蜂與遠雷》）、玉城ティナ（《殺手餐廳》、《惡之華》）
特別賞：《飛翔吧！埼玉》

### 2020年代（第45回─至今）
- 第45回（2020年）

導演賞：河瀨直美（《晨曦將至》）
作品賞：《罪之聲》（土井裕泰）
國外作品賞：《TENET天能》（克里斯托弗·诺兰）
動畫作品賞：《鬼滅之刃劇場版 無限列車篇》（外崎春雄）
主演男優賞：小栗旬（《罪之聲》）
主演女優賞：水川麻美（《喜劇愛妻物語》）
助演男優賞：星野源（《罪之声》）
助演女優賞：蒔田彩珠（《晨曦將至》）
新人賞：宮澤冰魚 （《his〜他沒有戀愛打算〜》）、服部樹咲 （《午夜天鹅》）
特別賞：《三岛：最后的辩论》（豐島圭介）
- 第46回（2021年）

導演賞：前田哲（《接棒家族》、《沒有養老金！》）
作品賞：《那些得不到保護的人》（瀬瀨敬久）
國外作品賞：《007：生死交戰》（凱瑞·福永）
動畫作品賞：《漁港的肉子》（渡邊步）
主演男優賞：木村拓哉（《假面飯店：假面之夜》）
主演女優賞：永野芽郁（《地獄的花園》、《接棒家族》）
助演男優賞：鈴木亮平（《孤狼之血2》）
助演女優賞：寺島忍（《家族極道物語》）
新人賞：Fukase （《CHARACTER》）、片山友希 （《茜色如燒》）、堀貴秀 （《垃圾头 導演》）
特別賞：岡田裕介（前東映株式會社會長）
- 第47回（2022年）

導演賞：片山慎三（《尋人啟弒》）
作品賞：《那個男人》（石川慶）
國外作品賞：《捍衛戰士：獨行俠》（約瑟夫·柯金斯基）
動畫作品賞：《四疊半時光機藍調》（夏目真悟）
主演男優賞：福山雅治（《沉默的遊行》）
主演女優賞：有村架純（《前科者》）
助演男優賞：橫濱流星（《流浪的月》）
助演女優賞：尾野真千子（《20歲的靈魂》、《鯖魚罐頭SABAKAN》、《千夜、一夜》）
新人賞：嵐莉菜 （《My Small Land 我的小小世界》）、白鳥晴都 （《全都是我的錯》）
- 第48回（2023年）

導演賞：山崎貴（《哥吉拉-1.0》）
作品賞：《月》（石井裕也）
國外作品賞：《GT：跨界玩家》（尼爾·布洛姆坎普）
動畫作品賞：《超級瑪利歐兄弟電影版》（亞倫·霍爾維斯、麥可·傑勒尼克）
主演男優賞：橫濱流星（《Village》《春天飄零》）
主演女優賞：綾瀨遙（《THE LEGEND & BUTTERFLY》《Revolver Lily》）
助演男優賞：磯村勇斗（《月》）
助演女優賞：二階堂富美（《月》）
新人賞：AiNA THE END（《Kyrie之歌》）
- 第49回（2024年）

導演賞：塚原亞由子（《最後的里程》）
作品賞：《正體》（藤井道人）
國外作品賞：《帝國浩劫：美國內戰》（亞力克斯·嘉蘭）
動畫作品賞：《驀然回首》（押山清高）
主演男優賞：橫濱流星（《正體》）
主演女優賞：石原聰美（《Missing》）
助演男優賞：奧田瑛二（《隱瞞之事》）
助演女優賞：吉岡里帆（《正體》）
新人賞：越山敬達（『我心裡的太陽』）、中西希亞良（『我心裡的太陽』）
特別賞：平泉成（『續寫明天照相館』）、草笛光子（『90歲有啥可喜可賀的』

## 另見
- 藍絲帶獎
- 每日電影獎
- 電影旬報獎
- 日刊體育電影大獎
- 東京國際電影節
- 日本電影影評人大獎
- 日本電影金像獎
- 橫濱電影節
- 山路文子電影獎

## 外部連結
- （日語）報知電影獎 （页面存档备份，存于）